# Lucio Cornelio Mérula (cónsul 193 a. C.)
Lucio Cornelio Mérula  fue un político y militar de la República romana que ocupó el consulado en el año 193 a. C., con Quinto Minucio Termo.
Con la Galia Cisalpina como su provincia, Mérula cerró una activa campaña con la derrota total de los boyos en las cercanías de Mutina. Pero la victoria de los romanos fue muy costosa y los oficiales de Mérula lo acusaron de negligencia durante su marcha a Mutina. El Senado le negó el triunfo a su regreso a Roma.